# Ferdinand Mannlicher
Ferdinand Mannlicher, od roku 1892 rytíř von Mannlicher, (30. ledna 1848 Most – 20. ledna 1904, Vídeň) byl rakouský železniční inženýr, politik, vynálezce a konstruktér několika typů opakovací pušky.

## Životopis

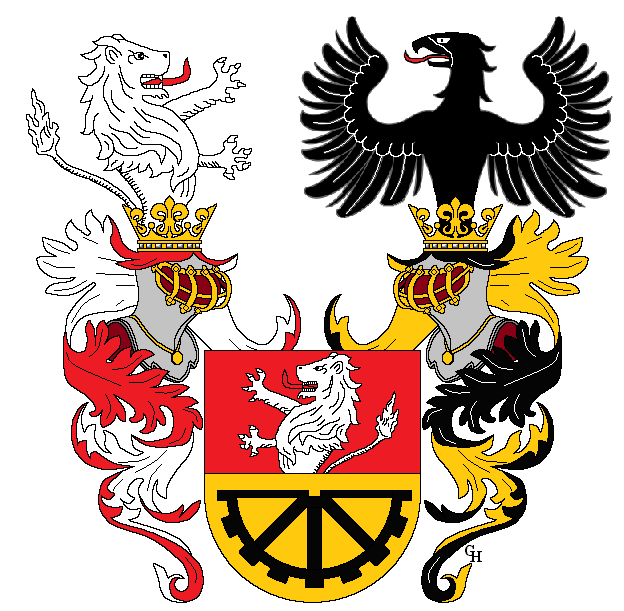
Erb Ferdinanda Mannlichera, rytíře z Mannlicheru (1892)

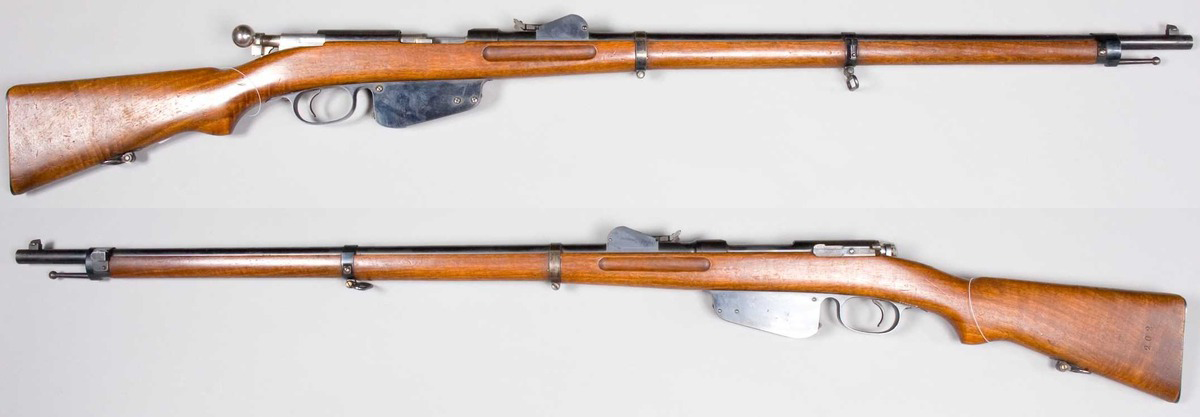
Mannlicherova opakovací puška M 1886

Pocházel ze starobylé mostecké měšťanské rodiny, doložené až k roku 1525. Jeho předkové zastávali čelné funkce (starosta, celník, radní, poštmistr). Narodil se jako syn c. a k. rakouského vrchního polního komisaře Josefa Mannlichera a Albertiny, rozené Haackelové. Za sporné se považuje jeho rodiště, zda to bylo v domovském Mostě nebo při otcové službě v sídle garnizóny v Mohuči, kam ho měla doprovázet těhotná manželka.
Po přesídlení rodiny z Mostu do Vídně – Josefstadtu Ferdinand vystudoval gymnázium a Technickou univerzitu ve Vídni.
V roce 1869 dostal práci ve Společnosti jižní dráhy (K. und k. Südbahngesellschaft) jako železniční inženýr, později přešel k Severní dráze císaře Ferdinanda (K. und k. Kaiser Ferdinands' Nordbahn).
Od studií se zajímal o palné zbraně. Povšiml si, jak se již po zahájení prusko-rakouské války v červenci roku 1866 v bitvě u Hradce Králové ukázala jako důvod drtivé porážky zaostalá výzbroj rakouské armády puškami předovkami, zatímco Prusové měli rychleji nabíjené zadovky. Proto se Mannlicher rozhodl rakouskou zbrojní techniku vylepšit. Od roku 1880 navrhl několik typů opakovacích pušek. Od roku 1886 byl patentem chráněný systém opakovací pušky nazván Mannlicher, a zařazen do výroby rakouské zbrojní továrny Österreichische Waffenfabriksgesellschaft pod vedením Josefa Werndla. Model Steyr-Mannlicher M 1895 používala celá rakouská armáda. Roku 1892 ocenil císař František Josef I. jeho zásluhy o Rakousko tím, že mu udělil Řád železné koruny a povýšil ho do šlechtického rytířského stavu s predikátem von Mannlicher. 14. prosince 1892 se Mannlicher stal členem rakouského parlamentu a doživotním poslancem Říšské rady.
Je pohřben v městečku Hinterbrühl.

## Zbraně, licence a patenty
Mannlicher byl držitelem 6 amerických patentů a navrhl palné zbraně označované písmenem M a pořadovým číslem.
- Opakovací puška M. 1880 (cylindrický zámek a zásobník v pístu);
- Opakovací puška M.81 (cylindrický zámek a připojitelný zásobník);
- Opakovací puška M.82 (změna);
- Opakovací puška M.82 (zásobník patron v přední části);
- Opakovací puška M.82 (zásobník patron lze umístit úhlopříčně na levý závěr);
- Opakovací puška M.84 (vylepšený závěr);
- Opakovací puška M.85 (cylindrický zámek pro přímý tah a pevný zásobník: prototyp všech pozdějších modelů řady M;
- Opakovací puška M.86 (opakovací puška užívaná rakouskými prapory pěchoty a myslivců, ráže 11 mm Werndl);
- Opakovací puška M.88 (ráže 8 mm, mosazný zásobník, zahrocená střela);
- Opakovací puška M.88/90 (opravené zaměřovací zařízení);
- Rozšíření licence na opakovací pušku M.88 v Německé říši;
- Opakovací karabina M. 90 (přímý zámek);
- Varianty karabiny pro export do Itálie, Francie, Švýcarska;
- Opakovací puška M. 94, M. 95 a M. 96 (menší varianty od M. 88, zejména v pažbě, hmotnosti);
- Opakovací pistole M. 96 a opakovací pistole M. 1900 zůstaly v prototypech a nebyly vyrobeny.
- Mannlicher M1901 poloautomatická pistole